# Material ultralleuger
Els materials ultralleugers són sòlids amb una densitat de menys de 10 mg/cm³, els quals inclouen els aerogels de sílice, aerogels de nanotubs de carboni, aerografits, escumes metàl·liques, escumes polimèriques i tubs de níquel-fòsfor. La densitat de l'aire és d'uns 1.275 mg/cm³, el que significa que l'aire en els porus contribueix significativament a la densitat del material.